# Schwerbach

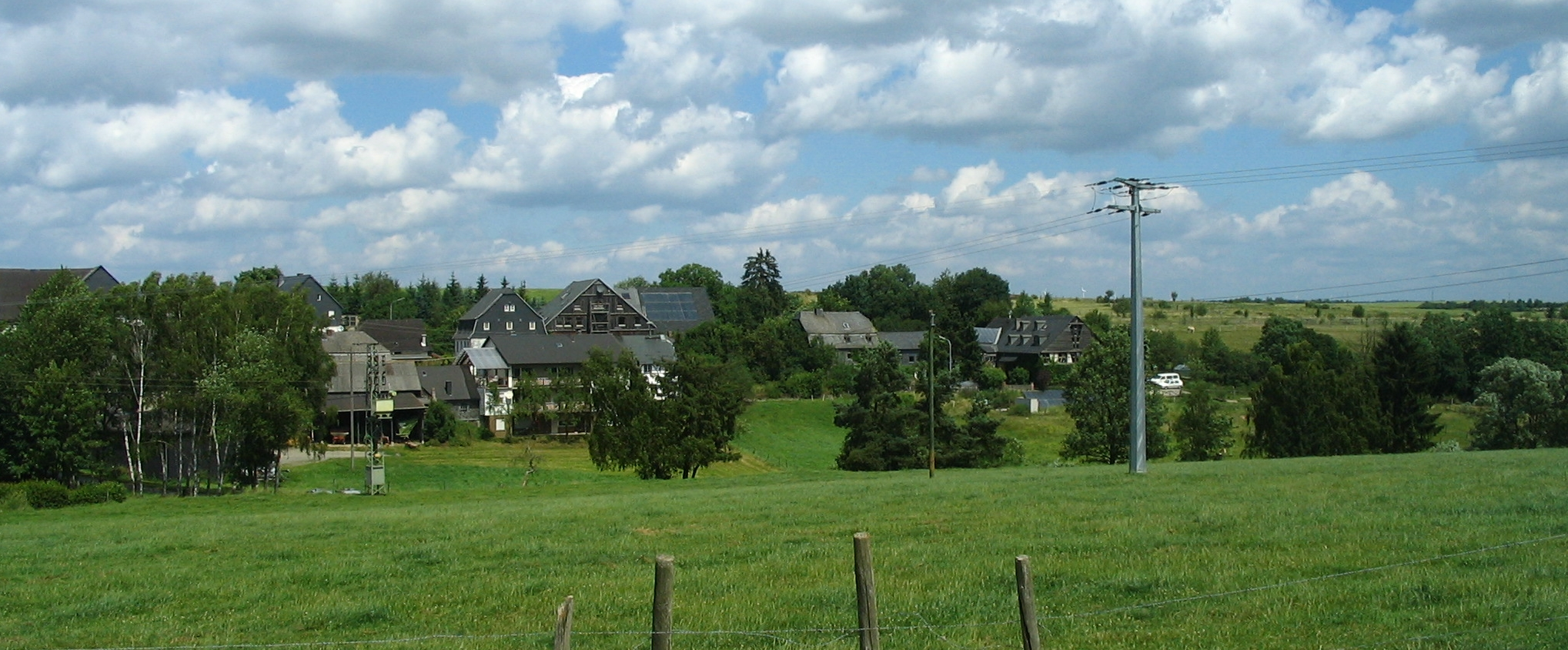
Ansicht von Süden

Schwerbach ist eine Ortsgemeinde im Landkreis Birkenfeld in Rheinland-Pfalz. Sie gehört der Verbandsgemeinde Herrstein-Rhaunen an.

## Geographie
Das Haufendorf liegt zentral im Hunsrück. Zwischen dem Dorf und dem Kyrbachtal liegt das Naturschutzgebiet Wacholderheide.
Schwerbach ist im Landkreis Birkenfeld die Gemeinde mit der niedrigsten Einwohnerzahl.

## Bevölkerungsentwicklung
Die Entwicklung der Einwohnerzahl von Schwerbach, die Werte von 1871 bis 1987 beruhen auf Volkszählungen:
| Jahr | Einwohner |
| 1815 | 47        |
| 1835 | 58        |
| 1871 | 62        |
| 1905 | 54        |
| 1939 | 56        |
| 1950 | 62        |

| Jahr | Einwohner |
| 1961 | 62        |
| 1970 | 50        |
| 1987 | 61        |
| 1997 | 68        |
| 2005 | 63        |
| 2023 | 50        |

## Politik

### Gemeinderat
Der Gemeinderat in Schwerbach besteht aus sechs Ratsmitgliedern, die bei der Kommunalwahl am 9. Juni 2024 in einer Mehrheitswahl gewählt wurden, und der ehrenamtlichen Ortsbürgermeisterin als Vorsitzender.

### Bürgermeister
Claudia Endres wurde am 12. Juni 2019 Ortsbürgermeisterin von Schwerbach. Bei der Direktwahl am 26. Mai 2019 war sie mit einem Stimmenanteil von 56,76 % gewählt worden. Bei der Direktwahl am 9. Juni 2024 wurde sie als einzige Bewerberin mit 67,6 % für weitere fünf Jahre wiedergewählt.
Die Vorgängerin von Claudia Endres, Christel Roth-Janitz, hatte das Amt seit 2004 ausgeübt, war 2019 aber nicht erneut angetreten.

### Wappen
Die Blasonierung lautet: „In geteiltem Schild oben in Gold ein rotes Fabeltier mit einem Wolfskopf und weit geöffneten Schwingen, belegt mit einem schwarzen Wolfshaken. Unten in Schwarz ein silberner Balken.“
Das Fabeltier verweist auf die ehemalige Zugehörigkeit zur Wild- und Rheingrafschaft und entspricht dem früheren Gerichtssiegel des Hochgerichts Rhaunen. Die untere Schildhälfte zeigt die Wappensymbole der ehemaligen Herren von Wiltberg, als Herren von Schwerbach.

## Wirtschaft und Infrastruktur
In Schwerbach gibt es ein Dorfgemeinschaftshaus. In Kirn ist ein Bahnhof der Bahnstrecke Bingen–Saarbrücken. Im Norden befinden sich die Bundesstraße 50 und der Flughafen Frankfurt-Hahn.